# Karlheinz Keller
Karlheinz Keller (* 24. Mai 1921 in Tiefenhäusern, Landkreis Waldshut; † 24. Mai 2012 in Freiburg im Breisgau) war ein deutscher Jurist. Er war von 1975 bis 1986 Präsident des Oberlandesgerichts Karlsruhe.
Karlheinz Keller entstammte einer Beamtenfamilie und wuchs in Freiburg auf, wo er nach dem Besuch des humanistischen Gymnasiums auch Rechtswissenschaften studierte. Nach Abschluss dieses Studiums trat er 1952 in den badischen Justizdienst. Er war Richter am Amtsgericht Freiburg im Breisgau und am Landgericht Freiburg und wurde Anfang 1965 zum Richter an einem Freiburger Zivilsenat des Oberlandesgerichts Karlsruhe befördert. Im April 1970 wurde Keller Präsident des Landgerichts Freiburg. Am 1. März 1975 wurde er zum Präsidenten des Oberlandesgerichts Karlsruhe ernannt. Als solcher trat er Ende Mai 1986 in den Ruhestand.
Bereits 1979 wurde Keller vom Landtag von Baden-Württemberg zum Mitglied und stellvertretenden Präsidenten des Staatsgerichtshofs für das Land Baden-Württemberg gewählt, 1983 zu dessen Präsidenten. Diese Funktion übte er bis zum Jahre 1988 aus.

## Ehrungen
- 1986: Großes Verdienstkreuz mit Stern der Bundesrepublik Deutschland

## Quelle
- Ortwin Henssler, Werner Münchbach: Die Präsidenten nach 1945. In: Werner Münchbach (Hrsg.): Festschrift 200 Jahre Badisches Oberhofgericht – Oberlandesgericht Karlsruhe. Müller, Heidelberg 2003, S. 181.

| Personendaten    | Personendaten                                               |
| ---------------- | ----------------------------------------------------------- |
| NAME             | Keller, Karlheinz                                           |
| KURZBESCHREIBUNG | deutscher Jurist, Präsident des Oberlandesgericht Karlsruhe |
| GEBURTSDATUM     | 24. Mai 1921                                                |
| GEBURTSORT       | Tiefenhäusern Kreis Waldshut                                |
| STERBEDATUM      | 24. Mai 2012                                                |
| STERBEORT        | Freiburg im Breisgau                                        |